# Roan United
Roan United Football Club – zambijski klub piłkarski, grający w drugiej lidze, mający siedzibę  w mieście Luanshya.

## Stadion
Domowe mecze klub rozgrywa na stadionie o nazwie Kafubu Stadium w Luanshyi. Stadion może pomieścić 8000 widzów.

## Sukcesy
- Zambian Premier League:

mistrzostwo (1): 1962
- Zambian Division One:

mistrzostwo (1): 2006
- Puchar Zambii:

zwycięstwo (4): 1962, 1977, 1994, 1996
- Zambian Challenge Cup:

zwycięstwo (3): 1974, 1983, 1995

## Występy w afrykańskich pucharach
| Sezon | Rozgrywki  | Runda | Kraj    | Klub           | Dom | Wyjazd | Dwumecz                     |
| ----- | ---------- | ----- | ------- | -------------- | --- | ------ | --------------------------- |
| 1994  | Puchar CAF | 1     | Reunion | CS Saint-Denis | -   | -      | walkower dla CS Saint-Denis |

## Reprezentanci kraju grający w klubie
Stan na wrzesień 2023.
| - Bernard Chanda - Jack Chanda - Lackson Chanda - Vincent Chileshe - Noah Chivuta - Derrick Kabwe - Kaiser Kalambo - Rodgers Kamwandi - Arthur Kaseloki - Elijah Litana - John Lungu | - Hillary Makasa - Collins Mbesuma - Kelvin Muzungu - Davies Mwapa - Emmanuel Mwape - Ben Mwanza - Justin Sakala - Zachariah Simukonda - Boniface Simutowe - Jean Lomami |